# Maria Grazia Francia
Maria Grazia Francia (Firenze, 17 settembre 1931 – Terni, 4 marzo 2021) è stata un'attrice italiana.

## Biografia
Nacque da una famiglia di attori che la fece partecipare sin da bambina a spettacoli, soprattutto di prosa dialettale toscana, sino alla metà degli anni quaranta, quando si trasferì a Roma per seguire i corsi di recitazione del Centro sperimentale di cinematografia. Non riuscì a diplomarsi, poiché cominciò subito a lavorare nel cinema, scoperta da Gennaro Righelli, che la fece debuttare nella pellicola Abbasso la ricchezza! accanto alla Magnani.
Seguirono film altrettanto importanti, diretta da registi come Zampa, De Santis, Bonnard, Cottafavi e Vergano, ma col passare degli anni le proposte di lavoro riguarderanno solo film di scarso impegno sino alla fine della sua attività di attrice cinematografica nel 1966.
Tenterá anche la via del ritorno al teatro senza notevoli successi, e la partecipazione alla prosa televisiva in alcune commedie e sceneggiati tipici del periodo.
Si ritirò insieme al compagno di una vita, Franco Balducci, a Bettona in Provincia di Perugia.

## Filmografia
- Abbasso la ricchezza!, regia di Gennaro Righelli (1946)
- L'onorevole Angelina, regia di Luigi Zampa (1947)
- Riso amaro, regia di Giuseppe De Santis (1949)
- Rondini in volo, regia di Luigi Capuano (1949)
- Non c'è pace tra gli ulivi, regia di Giuseppe De Santis (1950)
- I fuorilegge, regia di Aldo Vergano (1950)
- Il voto, regia di Mario Bonnard (1950)
- Santa Lucia luntana..., regia di Aldo Vergano (1951)
- Due sorelle amano, regia di Jacopo Comin (1951)
- Auguri e figli maschi!, regia di Giorgio Simonelli (1951)
- I figli non si vendono, regia di Mario Bonnard (1952)
- Roma ore 11, regia di Giuseppe De Santis (1952)
- L'angelo del peccato, regia di Leonardo De Mitri e Vittorio Carpignano (1952)
- Rimorso, regia di Armando Grottini (1952)
- La peccatrice dell'isola, regia di Sergio Corbucci (1952)
- La voce del silenzio, regia di Georg Wilhelm Pabst (1953)
- Il boia di Lilla - La vita avventurosa di Milady, regia di Vittorio Cottafavi (1953)
- Femmina senza cuore, regia di Renato Borraccetti (1953)
- I Piombi di Venezia, regia di Gian Paolo Callegari (1953)
- Passione, regia di Max Calandri (1953)
- Addio, Napoli!, regia di Roberto Bianchi Montero (1954)
- I pappagalli, regia di Bruno Paolinelli (1956)
- Ciao, pais..., regia di Osvaldo Langini (1956)
- Accadde di notte, regia di Gian Paolo Callegari (1956)
- Honey degli uomini perduti, regia di Enzo Della Santa (1956)
- La donna che amo, regia di Mario Costa (1957)
- Good bye Firenze (Arrivederci Firenze), regia di Rate Furlan (1958)
- Tiro al piccione, regia di Giuliano Montaldo (1961)
- Una carabina per Schut (Der Schut), regia di Robert Siodmak (1964)
- I soldi, regia di Gianni Puccini (1965)

### Doppiatrici italiane
- Wanda Tettoni in Riso amaro
- Adriana Parrella in Non c'è pace tra gli ulivi
- Rosetta Calavetta in Addio, Napoli!

## Prosa televisiva Rai
- Il tempo è la famiglia Conway di John Boynton Priestley, regia di Mario Landi, trasmessa il 10 dicembre 1954.
- Il terzo marito, regia di Silverio Blasi, trasmessa il 28 gennaio 1955.
- Via Beigarbo, di James Matthew Barrie, regia di Vittorio Cottafavi, trasmessa il 27 settembre 1957.
- La leggenda di ognuno di Hugo von Hofmannsthal, regia di Franco Enriquez, trasmessa il 4 aprile 1958.
- Quando amor comanda di Tiberio Fiorilli, regia di Vittorio Cottafavi, trasmessa il 5 febbraio 1960.
- Quel che passa il convento, regia di Carla Ragionieri, trasmessa il 17 settembre 1961.
- Centocinquanta la gallina canta di Achille Campanile, regia di Luciano Mondolfo, trasmessa nel 1964.
- La signorina Pell è partita, trasmessa il 20 febbraio 1968.
- La pietà di novembre di Franco Brusati, regia di Valerio Zurlini, trasmessa il 28 dicembre 1968.

## Prosa radiofonica Rai
- Musse o la scuola dell'ipocrisia, commedia di Jules Romains, regia di Luciano Mondolfo, trasmessa il 8 febbraio 1961
- George Dandin, commedia di Molière, regia di Luciano Mondolfo, trasmessa il 23 maggio 1961.
- La moglie provocata, commedia di John Vanbrugh, regia di Vittorio Sermonti, trasmessa il 21 febbraio 1962
- Breve incontro di Noël Coward, regia di Luciano Mondolfo, trasmessa il 6 luglio 1963.
- Intervista all'autore, di Jean Anouilh, regia di Luciano Mondolfo, trasmessa il 5 aprile 1965